# Дюмеевский сельсовет
Дюмеевский сельсовет  — муниципальное образование в Илишевском районе Башкортостана.

## История
Согласно «Закону о границах, статусе и административных центрах муниципальных образований в Республике Башкортостан» имеет статус сельского поселения.

## Население
| 2002 | 2009  | 2010  | 2012  | 2013  | 2014  | 2015 |
| ---- | ----- | ----- | ----- | ----- | ----- | ---- |
| 1152 | ↘1141 | ↘1092 | ↘1059 | ↘1047 | ↘1009 | ↘983 |
| 2016 | 2017  | 2018  |       |       |       |      |
| ↘956 | ↘948  | ↘922  |       |       |       |      |

## Состав сельского поселения
| № | Населённый пункт | Тип населённого пункта       | Население |
| - | ---------------- | ---------------------------- | --------- |
| 1 | Дюмеево          | село, административный центр | ↘851      |
| 2 | База-Куяново     | деревня                      | ↘122      |
| 3 | Урняково         | деревня                      | ↘119      |